# SilkAir
SilkAir (Singapore) Private Limited, що діє як SilkAir, (там. சில்க்ஏர்சில்க்ஏர், кит. трад. 勝安航空, піньїнь: Shèng'ān Hángkōng) — колишня сінгапурська авіакомпанія, дочірня структура національного авіаперевізника Singapore Airlines. Портом приписки авіакомпанії і її головним транзитним вузлом (хабом) був міжнародний аеропорт Чангі" в Сінгапурі.
Припинила діяльність наприкінці січня 2021
SilkAir здійснювала регулярні пасажирські перевезення з Сінгапуру в 44 пункту призначення у Південно-Східній Азії, Індію, Китай і Австралію. Працюючи на регіональних напрямах, авіакомпанія обслуговує всі ближньомагістральні маршрути в маршрутній мережі Singapore Airlines Group. В період з 31 березня 2012 по 31 березня 2013 року SilkAir перевезла 3,3 мільйонів пасажирів, виручка компанії за рік зросла на 12,7 % і склала 846 мільйонів доларів США, а чистий прибуток досяг 96,7 мільйонів доларів США.
За станом на 31 березня 2013 року штат співробітників авіакомпанії налічував 1360 осіб.

## Історія

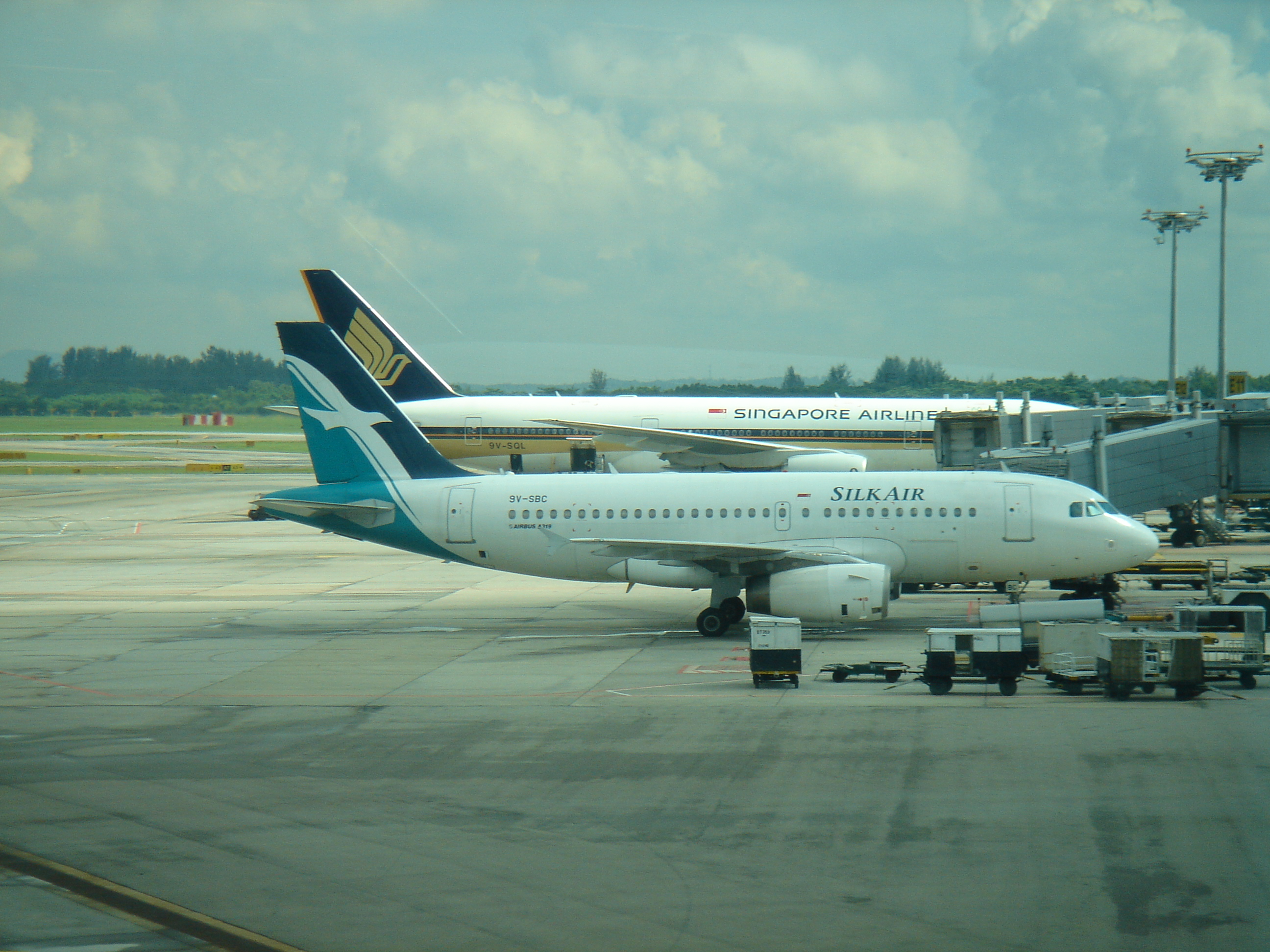
Airbus A319 авіакомпанії SilkAir в міжнародному аеропорту Чангі. На задньому плані Boeing 777 авіакомпанії Singapore Airlines

Авіакомпанія Tradewinds Charters була утворена в 1976 році як регіональний авіаперевізник, який працював на чартерних напрямках і використовував переважно повітряні судна материнської компанії Singapore Airlines. На початку 1989 року Tradewinds Airlines отримала в операційний лізинг кілька літаків McDonnell Douglas MD-87 і 21 лютого того ж року відкрила регулярні повітряні перевезення з Сінгапуру по шести напрямках: з сінгапурського аеропорту Чангі в міжнародний аеропорт Бандар Сері-Бегаван, міжнародний аеропорт Утапао, міжнародний аеропорт Пхукет, міжнародний аеропорт Хат'яй, Куантан, і з другого сінгапурського аеропорту Селетар в Тіоман. У цей же період авіакомпанія почала надавати послуги по чартерним перевезенням бізнес-класу в Джакарту, Пномпень та Янгон.
У 1991 році в компанії почалася тривала процедура реструктуризації її діяльності, в процесі якої 1 квітня наступного року авіакомпанія змінила свій офіційний логотип і власну назву на SilkAir. Ребрендинг перевізника торкнувся в першу чергу шість нових літаків Boeing 737-300, що надійшли в її розпорядження роком раніше. В середині 1990-х років з введенням в експлуатацію двох нових Airbus A310-200 були відкриті регулярні маршрути в Індію і міста континентальної частини Китаю. SilkAir стала першою азійською авіакомпанією, яка впровадила сервіс розваги в польоті, використавши для цього портативні відеоплеєри «DigEplayer 5500».

## Динаміка розвитку
Нижче наведена динаміка розвитку авіакомпанії SilkAir з 2009 по 2013 роки:
| Закінчення року — 31 березня:                |       |         |         |        |        |
| 2009                                         | 2010  | 2011    | 2012    | 2013   |        |
| Оборот (млн. доларів США)                    | 546,3 | 538,5   | 670,3   | 750,8  | 846,0  |
| Операційний прибуток (млн. доларів США)      | 33,6  | 49,2    | 121,4   | 104,6  | 96,7   |
| Перевезено пасажирів (тис)                   | 1954  | 2356    | 2764    | 3032   | 3295   |
| Динаміка пасажирського потоку                |       | ▲20,6 % | ▲17,3 % | ▲9,7 % | ▲8,7 % |
| Фактор зайнятості пасажирських крісел (%)    | 72,5  | 77,1    | 76,4    | 75,7   | 73,6   |
| Кількість повітряних суден (наприкінці року) | 16    | 18      | 18      | 20     | 22     |
| Штат співробітників (в кінці року)           | 876   | 944     | 1116    | 1192   | 1360   |
| Джерела                                      | [ 7 ] |         | [ 8 ]   |        | [ 9 ]  |

## Маршрутна мережа

### Партнерські угоди
У 2012 році авіакомпанія SilkAir мала код-шерінгові угоди з такими авіакомпаніями:
- Bangkok Airways
- Garuda Indonesia
- Malaysia Airlines
- Shenzhen Airlines[11]
- Singapore Airlines
- Virgin Australia

## Флот

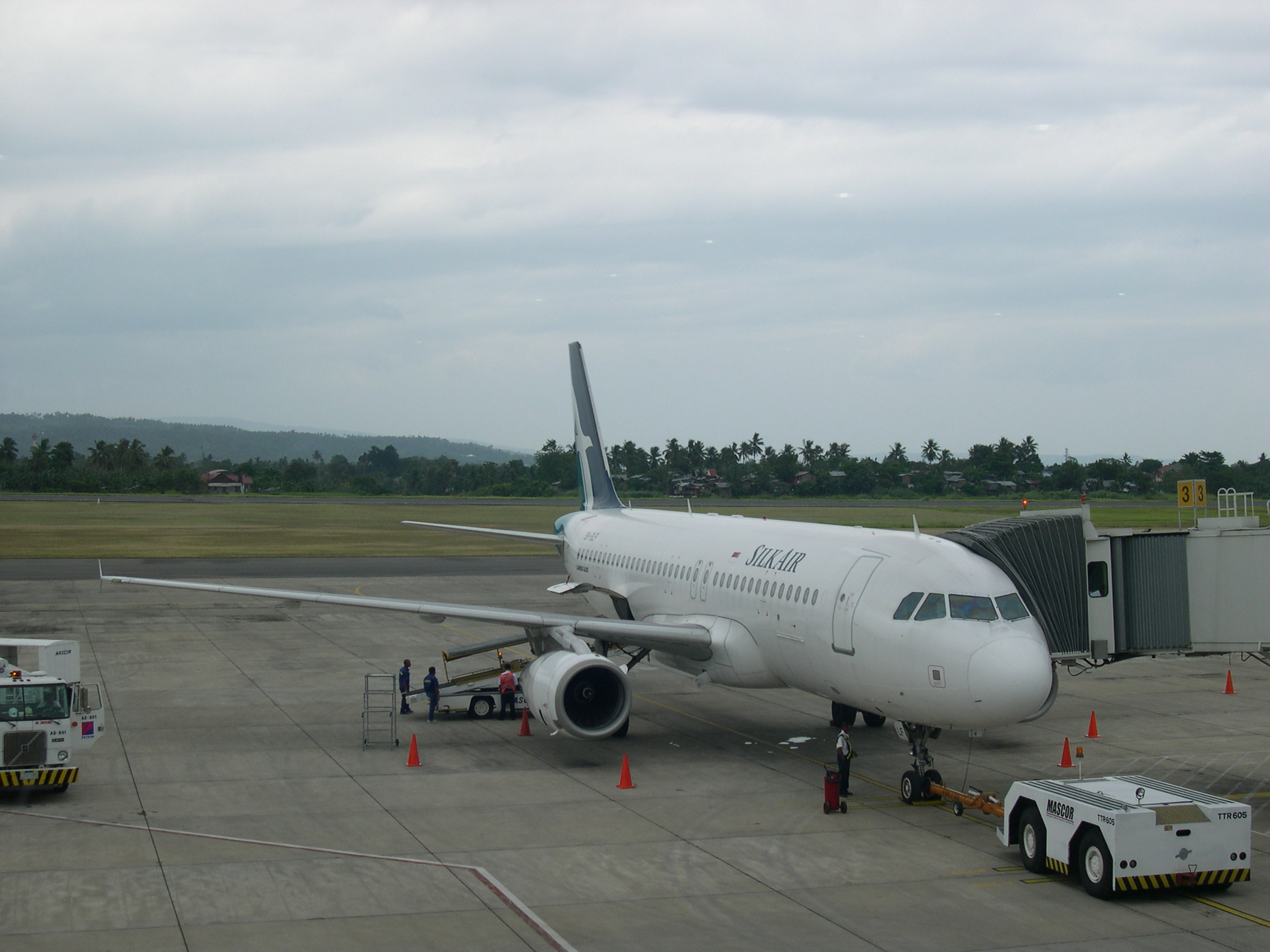
Airbus A320 авіакомпанії SilkAir в міжнародному аеропорту Давао (Філіппіни)

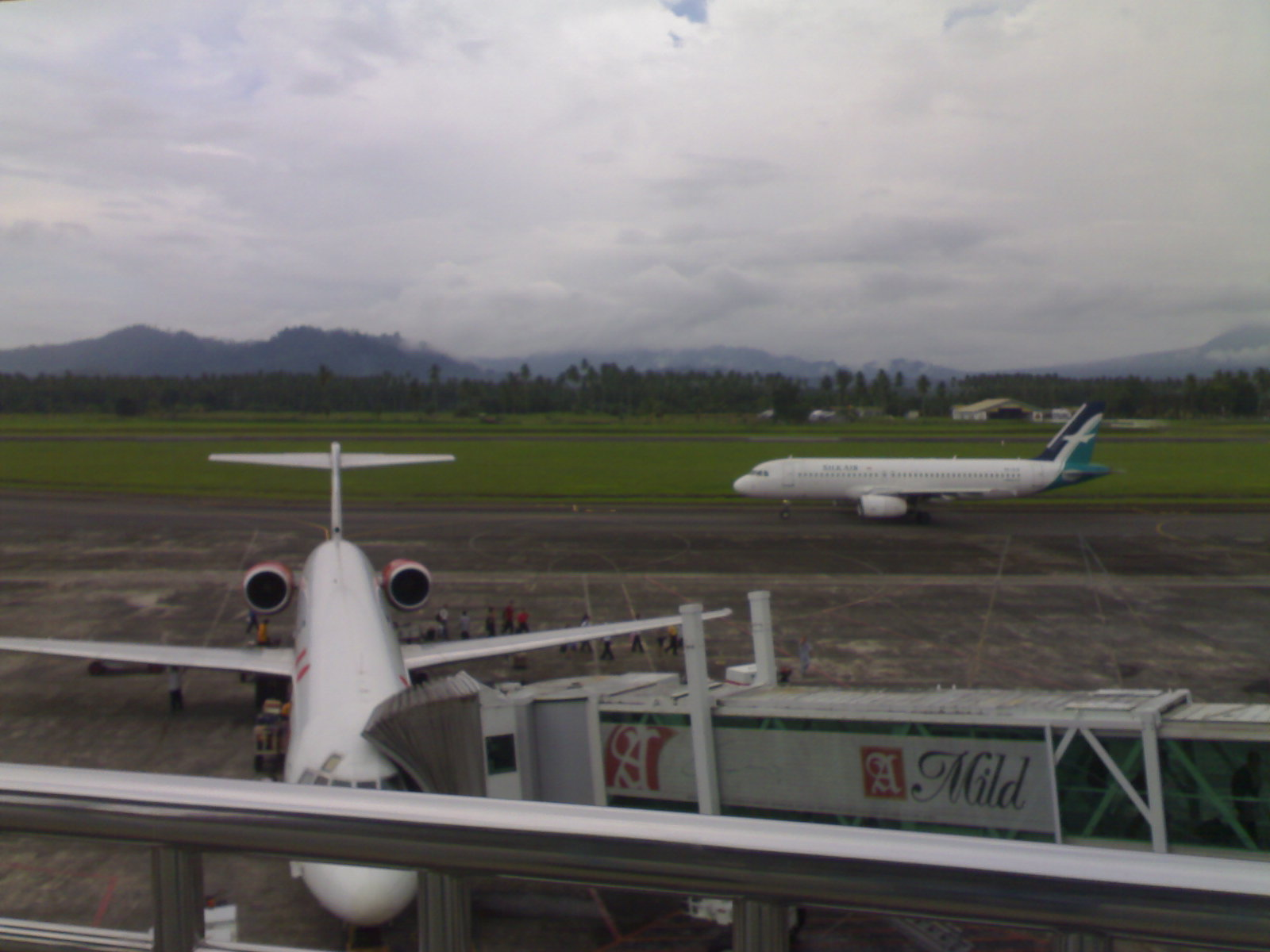
Літак SilkAir в міжнародному аеропорту імені Сема Ратуланги (Манадо, Індонезія)

Спочатку авіакомпанія експлуатувала два літаки McDonnell Douglas MD-87, взяті в лізинг у материнської компанії. У 1990 році SilkAir отримала шість нових лайнерів Boeing 737-300, експлуатація яких почалася в наступному році. З 1993 по 1995 роки авіакомпанія використовувала два літака Airbus A310-200, які потім були передані в Singapore Airlines, а також два лайнери Fokker 70 в період з 1995 по 2000 роки. 18 вересня 1998 року в розпорядження перевізника надійшов перший Airbus A320-200 і вже в наступному році SilkAir замінила всі літаки виробництва концерну Boeing на європейські машини. 3 вересня 1999 року авіакомпанія прийняла свій перший літак моделі A319-100. 20 грудня 2006 року керівництво компанії підписало угоду про придбання 11 літаків Airbus A320-200 з опціоном ще на дев'ять машин цієї моделі. Всі замовлені лайнери були поставлені перевізника в період з 2009 по 2012 роки.
3 серпня 2012 року SilkAir підписало з Boeing договір про наміри придбання 68 повітряних суден. Попередню угоду з концерном включало в себе замовлення на 23 літака Boeing 737-800 і 31 літак Boeing 737 MAX 8 з правами придбання ще 14 повітряних суден. 14 листопада того ж року попередню угоду було оформлено у вигляді твердого контракту. Поставляються лайнери Boeing-737 компанія планує повністю замінити суду Airbus A319/320.
4 лютого 2014 року авіакомпанія отримала свій перший Boeing 737-800.

Станом на 28 лютого 2014 року авіакомпанія SilkAir експлуатує такі повітряні судна:

## Салони
Всі повітряні судна авіакомпанії SilkAir сконфігуровані в двокласному компонуванні салонів.

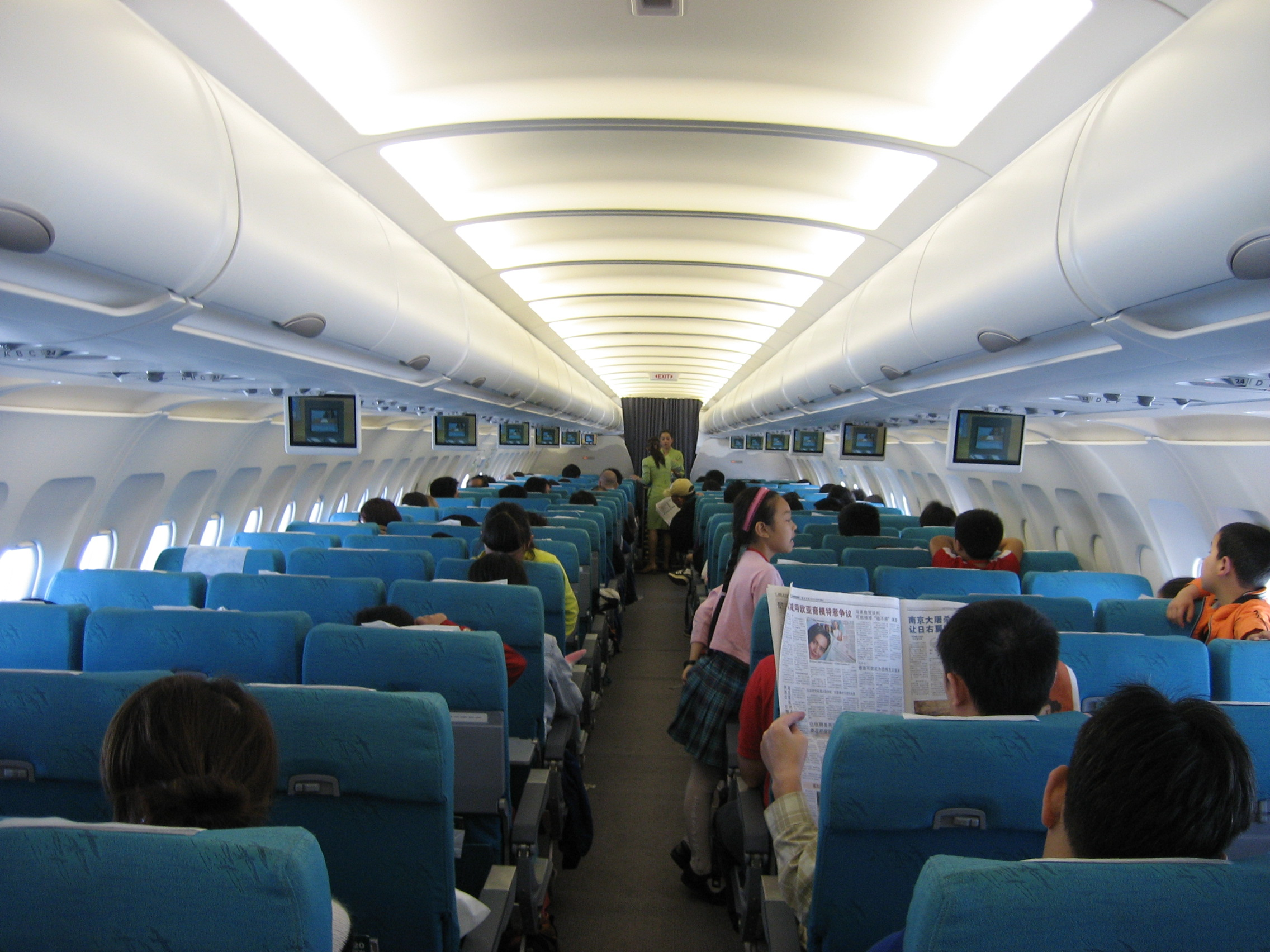
Салон економічного класу Airbus 320-200 авіакомпанії SilkAir

### Бізнес-клас
Сервіс бізнес-класу доступний на всіх рейсах авіакомпанії. Салони бізнес-класу обладнані шкіряними пасажирськими кріслами (ширина 99 до 101 см) з кроком між ними в 49 див.

### Економічний клас
Салони економічного класу авіакомпанії обладнані стандартними пасажирськими кріслами з шириною 78 см і кроком між ними в 30 см.

## Послуги на борту

### Харчування
Як борт-харчування SilkAir пропонує страви як східної, так і європейської кухні. На ряді маршрутів авіакомпанія пропонує такі делікатеси, як хайнанський рис з куркою, лаксу, сіамську локшину та інші.

### Розваги
До уваги пасажирів авіакомпанії безліч різних журналів і коротких ознайомлювальних роликів на персональних відеоекранах. SilkAir щомісяця випускає власний журнал «Silkwinds»

### Бездротова система розваги
Авіакомпанія впроваджує сервіс бездротової системи розваги в польоті, скориставшись яким, пасажири мають можливість під час польоту завантажувати телевізійні програми, потокове відео, музику, фільми і дивитися їх з власних електронних пристроїв (ноутбуків, планшетів і смартфонів). Послуга надається безкоштовно.

## Tradewinds Tours and Travel
Дочірня структура Tradewinds Tours and Travel Private Limited авіакомпанії працює як туристичний оператор, реалізуючи турпутівки на регулярних та чартерних маршрутах SilkAir в Азійському регіоні. Компанія була заснована в 1975 році, однак повноцінну ліцензію туроператора отримала лише в 1984 році.

## Премії
У 2009 і 2010 роках авіакомпанія займала перше місце в номінації «Краща регіональна авіакомпанія Південно-Східної Азії» рейтингового агентства Skytrax. У жовтні 2011 року SilkAir отримала першу премію «Регіональна авіакомпанія року» від «Centre for Aviation» (CAPA).

## Авіаподії
- 19 грудня 1997 року. Літак Boeing 737-36N, що виконував регулярний рейс 185 з Джакарти в Сінгапур, майже через 40 хвилин після зльоту перекинувся на 180 градусів, увійшов у вертикальне піку і звалився в річку Музі в околицях Палембанг (Індонезія). Загинули 104 людини, що знаходилися на борту. Розслідування причин авіакатастрофи призвело до різних думок і, відповідно, різних висновків. Офіційно причина трагедії вважається невстановленої (див. основну статтю)[19][20].